# Солтык, Мацей
Мацей Солтык (пол. Maciej Sołtyk; 1718[…] — 31 марта 1802) — государственный и военный деятель Речи Посполитой, подкоморий сандомирский (1757—1761), каштелян сандомирский (1761—1774), последний воевода сандомирский (1774—1795), консуляр Постоянного совета (1775).

## Биография
Представитель польского шляхетского рода Солтыков герба «Солтык». Сын каштеляна сандомирского Михаила Александра Солтыка (ум. 1761) и Юзефы Маковецкой (1690—1755). Братья — мечник сандомирский Юзеф (ок. 1715—1780), каштелян вислицкий Томаш (1732—1808), Яцек Каетан (1730—1773) и Игнацы (1730—1761).
С 1737 года Мацей Солтык служил в армии Речи Посполитой. В 1750 году он был назначен полковником конного полка Краковского и Сандомирского воеводств. В 1752 году он получил патент генерал-майора, а в 1756 году стал генерал-лейтенантом.
В 1750, 1760 и 1762 годах Мацей Солтык избирался депутатом сейма от Сандомирского воеводства. В 1764 году он был избран послом (депутатом) от Сандомирского воеводства на элекционный сейм, где поддержал кандидатуру Станислава Августа Понятовского на польский трон. В том же 1764 году он был назначен сенатором-резидентом.
На Разделительном сейме 1773—1775 годов он был включен королем Станиславом Августом Понятовским в Постоянный совет. Член конфедерации Анджей Мокроновского в 1776 году. В 1780 году он был назначен сеймом сеймовым судьей на первый срок с 1 февраля 1781 года. Некоторые источники утверждают, что на посту воеводы сандомирского он был членом конфедерации Четырёхлетнего сейма, но Volumina Legum T. IX (Краков, 1889 год) не упоминает имени Мацея Солтыка среди воевод, присоединившихся к генеральной конфедерации. В 1790 году он стал членом военно-гражданской комиссии для поветов Сандомирского и Вислицкого Сандомирского воеводства.

## Семья
Мацей Солтык был трижды женат.
1-я жена — Анна Карская (ок. 1720—1751), дочь Яна Карского и Терезы Дульской. Дети от первого брака:
- Юзеф Якуб (1746—1796), каноник плоцкий

2-я жена — Анна Дембинская (1710—1789), дочь стольника краковского Антония Дембинского (1660—1730). Дети от второго брака:
- Катарина
- Урсула

3-я жена — Кунегунда Кожевская (1760 — после 1801), от брака с которой у него детей не было.